# Andromeda (sèrie de televisió)
Andromeda (prèviament amb el títol de Gene Roddenberry's Andromeda) és una sèrie de televisió de ciència-ficció canadenca/estatunidenca, basada en contingut sense utilitzar pel creador de Star Trek Gene Roddenberry, desenvolupat per Robert Hewitt Wolfe, i produït per la vídua de Roddenberry, Majel Barrett. Va ser protagonitzada per Kevin Sorbo com el Capità Dylan Hunt. La sèrie es va estrenar el 2 d'octubre de 2000, i va finalitzar el 13 de maig de 2005.
L'Andromeda va ser filmada a Vancouver, Colúmbia britànica, Canadà, i produïda per Tribune Entertainment i Fireworks Entertainment. Va ser distribuïda per Global TV (empresa matriu de Fireworks) al Canadà i va sindicar en els Estats Units amb WGN i altres canals. Va ser recollida pel Canal Sci-Fi als EUA a mitjan quarta temporada.
Andromeda és una de les dues sèries de TV series (fins a la data) basada en conceptes que Roddenberry havia creat a principis de les dècades de 1960 i 1970. El nom Dylan Hunt també s'havia utilitzat per l'heroi de tres pilots de pel·lícules de TV que Roddenberry havia produït a mitjans de la dècada de 1970, Genesis II, Strange New World, i Planet Earth, totes de les quals tenen una premissa similar.